# Lokale bestuurlijke gebieden van het Noordelijk Territorium

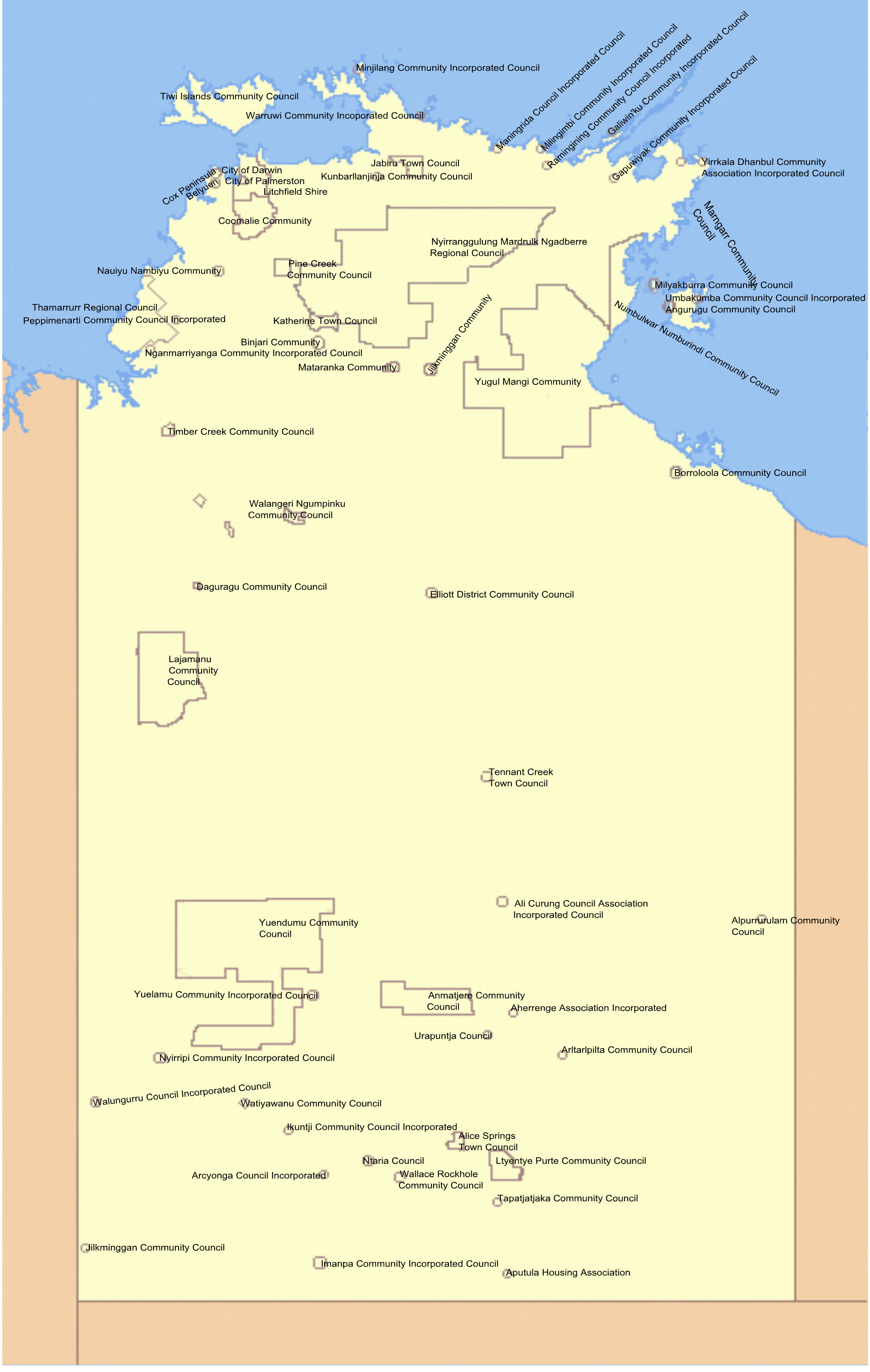
Lokale bestuurlijke gebieden van het Noordelijk Territorium

Het Australische Noordelijk Territorium bevat 63 lokale bestuurlijke gebieden.

## A
Aherrenge - 
Ali Curung - 
Alice Springs - 
Alpurrurulam - 
Amoonguna - 
Angurugu - 
Anmatjere - 
Aputula - 
Areyonga - 
Arltarlpilta

## B
Belyuen - 
Binjari - 
Borroloola

## C
Coomalie - 
Cox Peninsula

## D
Daguragu - 
Darwin

## E
Elliott

## G
Galiwin'ku - 
Gapuwiyak

## I
Ikuntji - 
Imanpa

## J
Jabiru - 
Jilkminggan

## K
Kaltukatjara - 
Katherine - 
Kunbarllanjnja

## L
Lajamanu - 
Litchfield - 
Ltyentye Apurte

## M
Maningrida - 
Marngarr - 
Mataranka - 
Milingimbi - 
Milyakburra - 
Minjilang

## N
Nauiyu Nambiyu - 
Nganmarriyanga - 
Ntaria - 
Numbulwar Numburindi - 
Nyirranggulung Mardrulk Ngadberre - 
Nyirripi

## P
Palmerston - 
Papunya - 
Peppimenarti - 
Pine Creek

## R
Ramingining

## T
Tapatjatjaka - 
Tennant Creek - 
Thamarrurr - 
Timber Creek - 
Tiwi Islands

## U
Umbakumba - 
Urapuntja

## W
Walangeri Ngumpinku - 
Wallace Rockhole - 
Walungurru - 
Warruwi - 
Watiyawanu

## Y
Yirrkala Dhanbul - 
Yuelamu - 
Yuendumu - 
Yugul Mangi